# Porrón

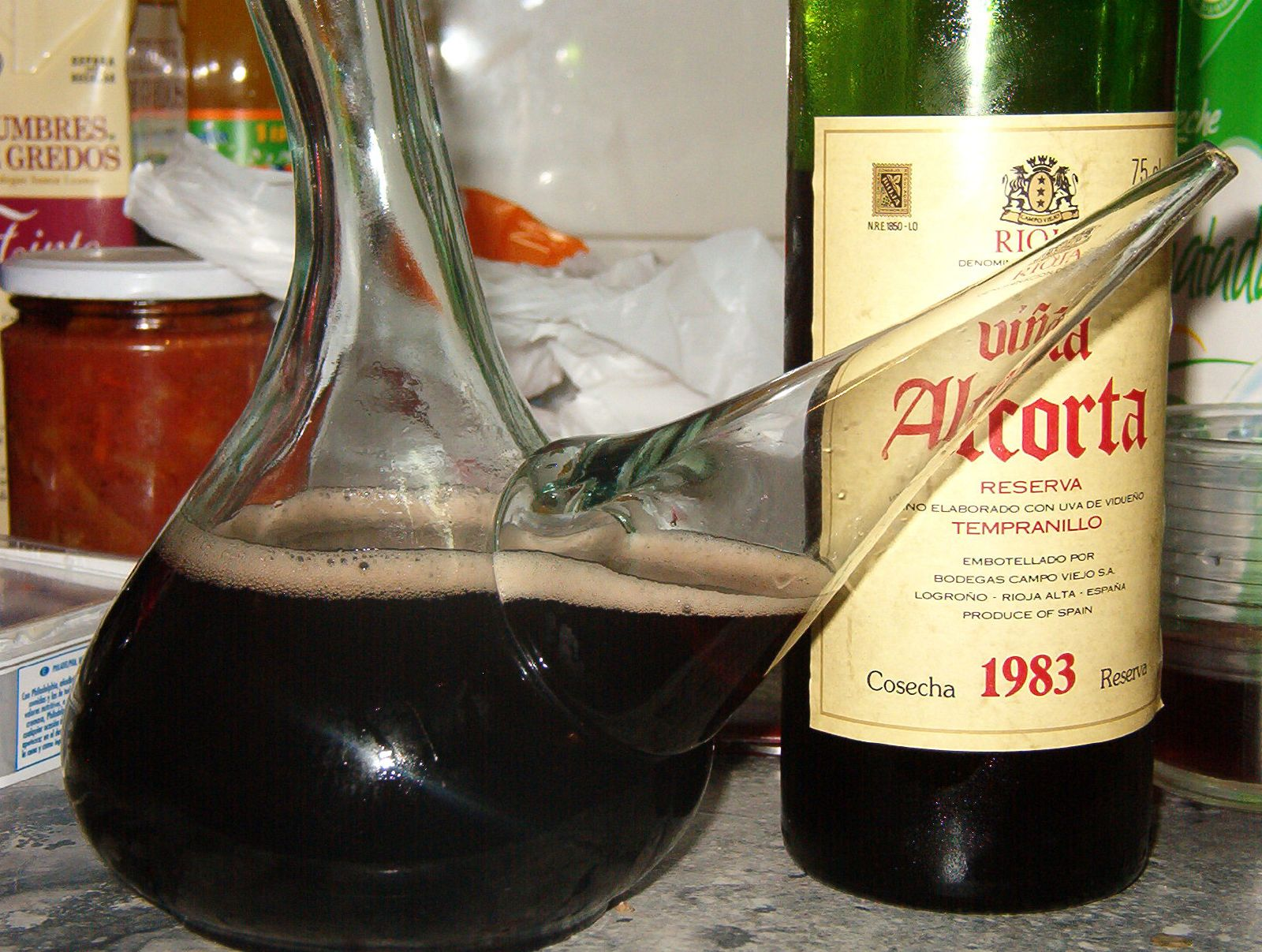
Ein Porrón

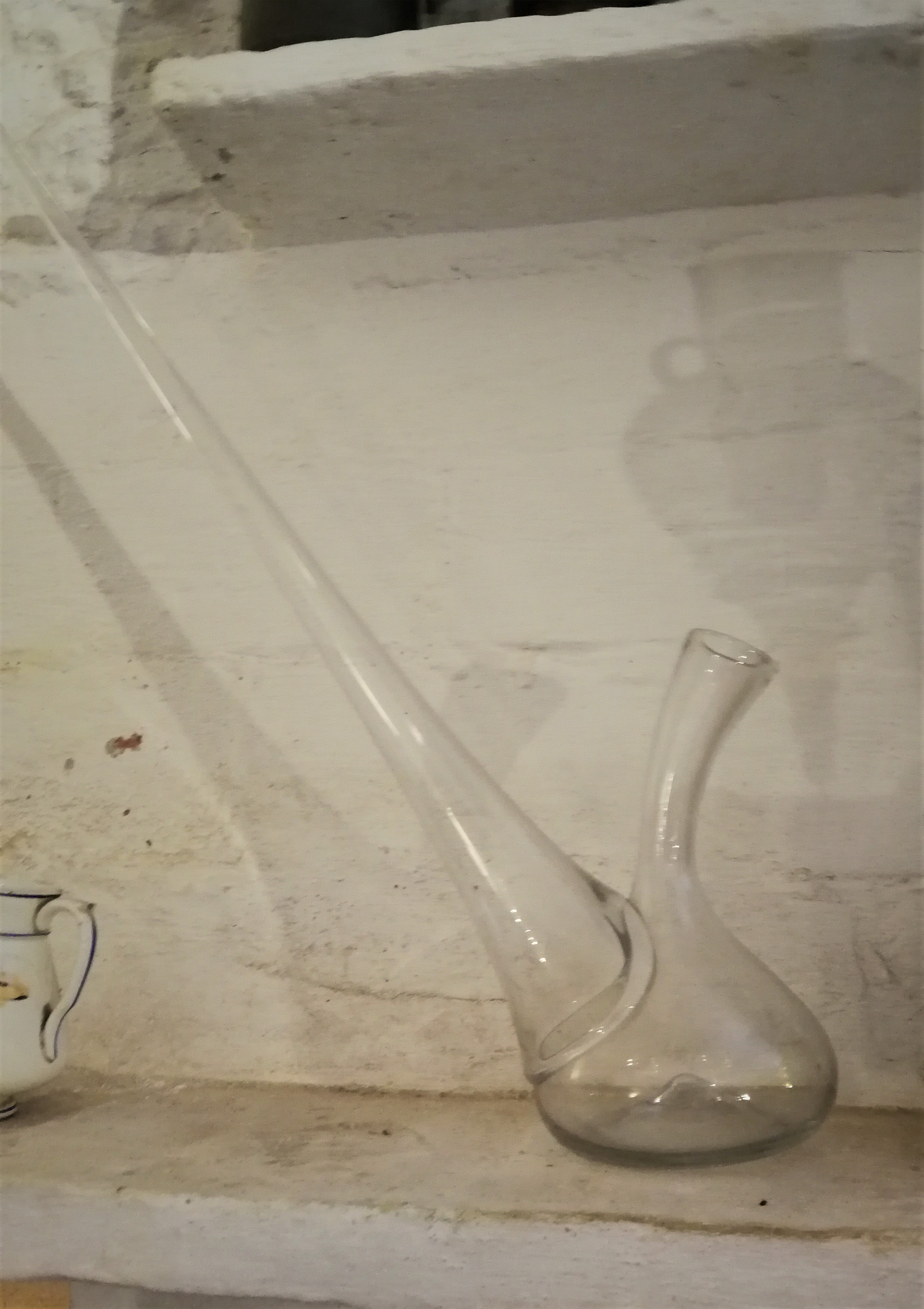
Porrón mit überlangem Schnabel zur Versorgung der am Tisch sitzenden Kinder mit Wein

Ein Porrón [pɔˈrɔn], auf Katalanisch Porró [puˈro], deutsch ein Schnabelkrug, ist ein Glas- oder Tonbehälter aus Spanien mit einer Einfüllöffnung oben und einem trichterförmigen Trinkrohr mit enger Tülle an der Seite, der traditionell in Katalonien, Aragonien und Valencia verwendet wird.
Der Porrón fasst üblicherweise einen 3/4 Liter und wird zum Wasser-, vor allem aber zum Weintrinken verwendet. Hierfür wird der Kopf in den Nacken gelegt und der Porrón über den Kopf gehoben und geneigt. Die Flüssigkeit schießt nun in einem dünnen Strahl aus dem Trinkrohr direkt in den Mund, ohne dass dieser das Gefäß berührt. Die Schwierigkeit besteht darin, den Mund akkurat zu treffen und die Flüssigkeit zu schlucken, ohne den Mund zu schließen. Je schneller die Durchführung und je länger der Strahl, desto schwieriger die Ausführung. Das Prinzip ist das gleiche wie bei der Bota. Diese wird allerdings eher für unterwegs verwendet, während der Porrón am Esstisch und in traditionellen Lokalen zum Einsatz kommt.